# Mec-Art
Mec-Art è un movimento artistico sviluppatosi in Francia e successivamente in Italia, nella seconda metà degli anni sessanta, sostenuto dal critico Pierre Restany.
Il termine, abbreviazione di mechanical-art, indica un'arte imperniata sui procedimenti meccanici di riproduzione dell'immagine, soprattutto riporti fotografici, che predilige l'utilizzo di elementi estratti dalla stampa popolare. Gli animatori del movimento sono soprattutto Gianni Bertini e Mimmo Rotella; in Francia vi parteciparono Alain Jacquet, Pol Bury Nikos, Serge Bèguier, in Italia Aldo Tagliaferro, Elio Mariani, Elisa Magri, Bruno Di Bello.
Rispetto alla pop art statunitense è contrassegnata da una maggiore intenzione di risignificazione delle immagini mediali.